# مارك هوفمان (سو)
اللفتنانت مارك د. هوفمان (بالإنجليزية: Lieutenant Mark D. Hoffman)‏ هو شخصية خيالية في سلسلة أفلام سو. يلعب الشخصية الممثل الأسترالي كوستاس مانديلور.في البداية ظهرت الشخصية على أنها ضابط شرطة في سو 3،وفي الأفلام اللاحقة من السلسلة توسعت الشخصية ليظهر أنه تلميذ لجيغسو.